# Saint George (Grenada)
Saint George to najludniejsza i druga co do wielkości parafia Grenady. Leży na południowo-zachodnim krańcu wyspy. Jej stolicą jest Saint George’s (jest to także stolica kraju).